# Fréjus
Fréjus (okcitansko/provansalsko Frejús/Frejus), je letoviško mesto in občina v jugovzhodnem francoskem departmaju Var regije Provansa-Alpe-Azurna obala. Mesto ima okoli 55.000 prebivalcev.

## Geografija
Kraj leži na Azurni obali ob izlivu rek Argens in Reyran v Sredozemsko morje, 90 km severovzhodno od Toulona.

## Administracija
Fréjus je sedež istoimenskega kantona, v katerega sta poleg njegove vključeni še občini Les Adrets-de-l'Estérel in Bagnols-en-Forêt s 50.536 prebivalci. Skupaj s sosednjim Saint-Raphaëlom tvori enovito mesto in aglomeracijsko skupnost.
Kanton Fréjus je sestavni del okrožja Draguignan.

## Zgodovina
Fréjus je bil ustanovljen leta 49 pred našim štetjem kot rimski Forum Julii, kasneje Forum Julium (2. stoletje), de Frejurio (1035) in Frejus (1436). Okoli leta 30 pr. n. št. je postal kolonija za veterane 8. legije, v približno istem času se je začela tudi gradnja mestnega pristanišča, ki je postalo za Ostio drugo največje v rimskem cesarstvu, vse do padca Nerona leta 69 našega štetja.
V zgodnjem srednjem veku je vpliv Fréjusa postopoma upadel do 10. stoletja, ko je prišel pod nadzor mestnega škofa Riculpha, s katerim se je začelo novo obdobje mesta. Od 1957 je Frejús le nominalni sedež škofije Fréjus-Toulon. 
Decembra 1959 so poplavne vode ob popustitvi jezu Malpasset opustošile zahodne četrti mesta, pri čemer je umrlo 500 ljudi.

## Zanimivosti
Fréjus je na seznamu francoskih umetnostno-zgodovinskih mest.
- rimske ostaline
  - akvadukt,
  - amfiteater,
  - gledališče,
- Stolnica Saint-Léonce v Fréjusu, francoski zgodovinski spomenik, je del srednjeveških verskih zgradb iz obdobja od 5. do 13. stoletja, ko je bil Fréjus pomembno versko in trgovsko središče Provanse. Stolnica je posvečena lokalnemu škofu sv. Leonciju (ca. 419-488). Njena krstilnica, zgrajena v 5. stoletju, kasneje ob kasnejših prenovah skrita, je bila ponovno odkrita v letu 1925 in velja za eno najstarejših krščanskih zgradb v Franciji.

## Pobratena mesta
- Bazeilles (Ardeni, Francija),
- Dumbéa (Nova Kaledonija, Francija),
- Fredericksburg (Virginija, ZDA),
- Paola (Italija),
- Tabarka (Tunizija),
- Triberg im Schwarzwald (Nemčija).